# Erwin Braun (Politiker)
Erwin Braun (* 2. Juli 1921 in Oberkirch; † 21. Oktober 1981) war ein deutscher christdemokratischer Kommunal- und Landespolitiker. Von 1948 bis zu seinem Tod war er Bürgermeister der Stadt Oberkirch.

## Leben
Erwin Braun beantragte am 24. Mai 1940 die Aufnahme in die NSDAP und wurde zum 1. September desselben Jahres aufgenommen (Mitgliedsnummer 7.738.186). Er war während des Zweiten Weltkriegs als Soldat eingesetzt. Während eines Einsatzes verlor er ein Bein und kehrte 1945 nach Kriegsgefangenschaft schwer verwundet heim. Im Dezember 1945 trat er als Angestellter in den Dienst der Stadtverwaltung Oberkirch. Mit seinem Beitritt zur CDU begann auch seine weitere politische Laufbahn. 1948 wurde er zunächst Ratsschreiber und am 28. November des gleichen Jahres im Alter von 27 Jahren vom Gemeinderat zum Bürgermeister der Stadt Oberkirch gewählt. In seinem Amt wurde er 1957 und 1969 mit breiter Mehrheit bestätigt.
Während seiner 33-jährigen Amtszeit wurden eine Reihe infrastruktureller Bauprojekte realisiert. 1953 nahm das neu errichtete Krankenhaus an der Gaisbacher Straße seinen Betrieb auf, 1960 folgte die Inbetriebnahme des neuen Sportstadions. 1963 wurde die Städtische Wohnungsbaugesellschaft gegründet. Mit der Gründung des Abwasserverbandes Oberkirch ging 1968 die Zentralkläranlage in Betrieb. 1973 wurde die Stadthalle eröffnet und zwischen 1975 und 1982 die Hans-Furler-Schulen errichtet.
Im Rahmen der deutsch-französischen Freundschaft wurde 1971 mit der Stadt Draveil im Département Essonne eine Städtepartnerschaft vereinbart. Im Zuge der kommunalen Neuordnung Baden-Württembergs wurden zwischen 1971 und 1975 neun selbständige Gemeinden aus dem Umland in die Stadt Oberkirch eingemeindet und Oberkirch wurde Unteres Verwaltungszentrum.
Neben seiner Tätigkeit als Bürgermeister gehörte er als Abgeordneter der CDU als Direktkandidat im Wahlkreis Kehl von 1976 bis zu seinem Tod dem Landtag von Baden-Württemberg an und war dort ab 1980 stellvertretender Vorsitzender des Innenausschusses. Für ihn rückte Felix Hodapp in den Landtag nach.

## Ehrungen
- 1952: Verdienstkreuz am Bande der Bundesrepublik Deutschland
- 1969: Verdienstkreuz 1. Klasse der Bundesrepublik Deutschland
- 1973: Goldene Verdienstmedaille der Stadt Oberkirch
- 23. März 1981: Ehrenbürger der Stadt Oberkirch
- Benennung der Stadthalle in Oberkirch